# Copa Interclubes UNCAF
De Copa Interclubes UNCAF was een voetbalcompetitie die jaarlijks gespeeld werd tussen clubs uit Centraal-Amerika en georganiseerd werd door de UNCAF. De beste clubs van de verschillende nationale Centraal-Amerikaanse competities kwalificeerden zich voor dit bekertoernooi. De clubs die als eerste drie eindigen in de Copa Interclubes UNCAF plaatsten zich voor de CONCACAF Champions Cup, de Amerikaanse equivalent van de UEFA Champions League. In 2008 werd de CONCACAF Champions League geïntroduceerd en alle Centraal-Amerikaanse hebben hierin een of meerdere startplaatsen. Hierdoor werd de Copa Interclubes UNCAF overbodig en stopgezet.
Het toernooi stond van 1971 tot 1983 bekend als het Torneo Fraternidad Centroamericana. Na een onderbreking van enkele jaren ging de competitie in 1996 verder als Torneo Grandes de Centroamerica. In 1999 kreeg het de huidige naam Copa Interclubes UNCAF.

## Winnaars Torneo Fraternidad Centroamericana
| Jaar | Winnaar            | Finalist           |
| ---- | ------------------ | ------------------ |
| 1971 | Comunicaciones     | Deportivo Saprissa |
| 1972 | Deportivo Saprissa | Aurora FC          |
| 1973 | Deportivo Saprissa | -                  |
| 1974 | CSD Municipal      | Deportivo Saprissa |
| 1975 | Deportivo Platense | -                  |
| 1976 | Aurora FC          | Comunicaciones     |
| 1977 | CSD Municipal      | Comunicaciones     |
| 1978 | Deportivo Saprissa | -                  |
| 1979 | Aurora FC          | Real España        |
| 1980 | CD Olimpia         | -                  |
| 1981 | CD Olimpia         | Comunicaciones     |
| 1982 | Real España        | Club Xelajú        |
| 1983 | Comunicaciones     | Aurora FC          |

## Winnaars Torneo Grandes de Centroamerica
| Jaar | Winnaar        | Finalist           |
| ---- | -------------- | ------------------ |
| 1996 | LD Alajuelense | Deportivo Saprissa |
| 1997 | Alianza FC     | Deportivo Saprissa |
| 1998 | CSD Municipal  | Deportivo Saprissa |

## Winnaars Copa Interclubes UNCAF
| Jaar | Winnaar            | Finalist              |
| ---- | ------------------ | --------------------- |
| 1999 | CD Olimpia         | LD Alajuelense        |
| 2000 | CD Olimpia         | LD Alajuelense        |
| 2001 | CSD Municipal      | Deportivo Saprissa    |
| 2002 | LD Alajuelense     | Deportivo Árabe Unido |
| 2003 | Deportivo Saprissa | Comunicaciones        |
| 2004 | CSD Municipal      | Deportivo Saprissa    |
| 2005 | LD Alajuelense     | CD Olimpia            |
| 2006 | Puntarenas FC      | CD Olimpia            |
| 2007 | CD Motagua         | Deportivo Saprissa    |